# جکسنویل (آرکانزاس)
جکسنویل (آرکانزاس) (به انگلیسی: Jacksonville, Arkansas) یک شهر در ایالات متحده آمریکا با جمعیت ۲۸٬۳۶۴ نفر است که در آرکانزاس واقع شده‌است.